# Affensteine
Koordinaten: 50° 54′ 40″ N, 14° 15′ 20″ O

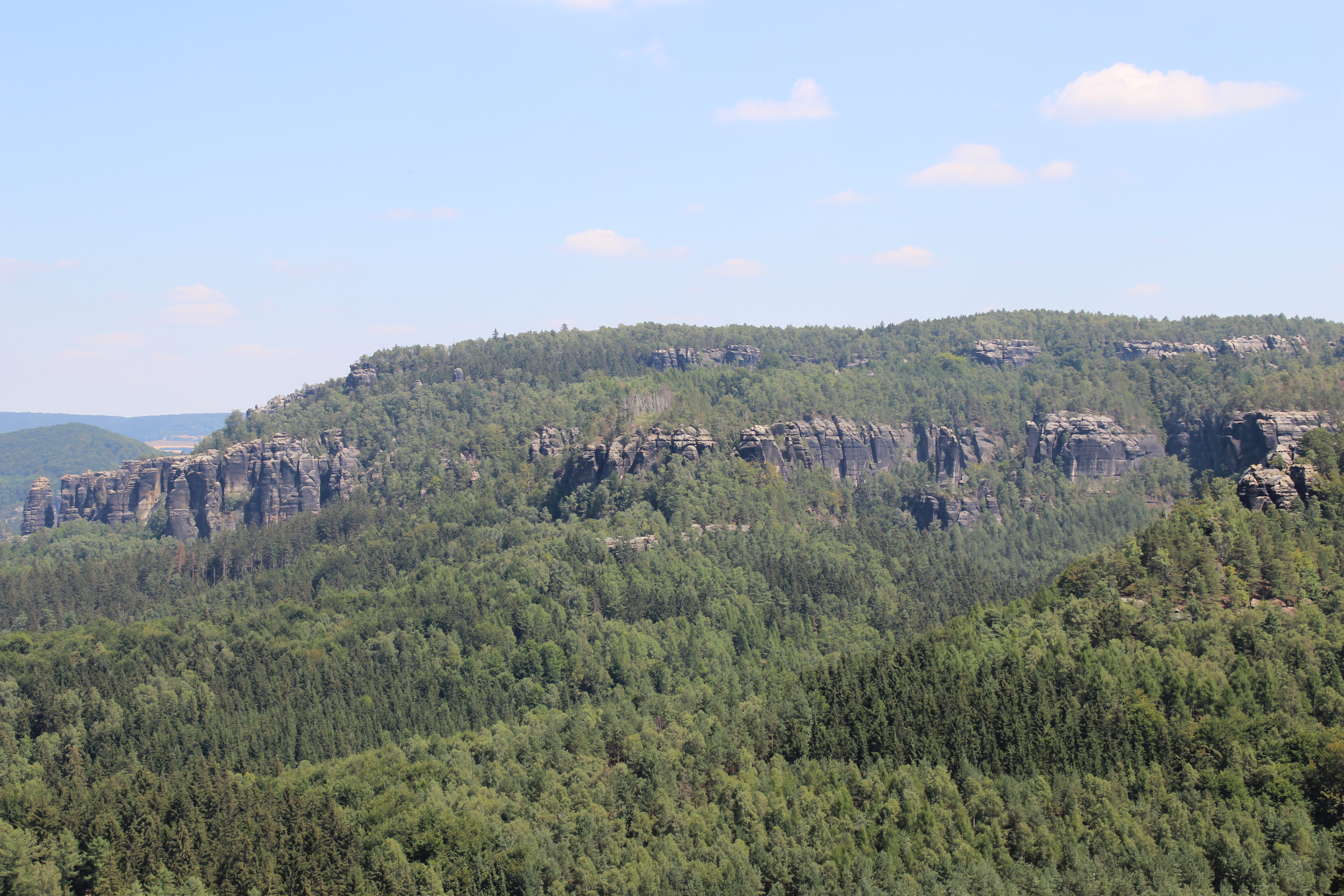
Affensteine

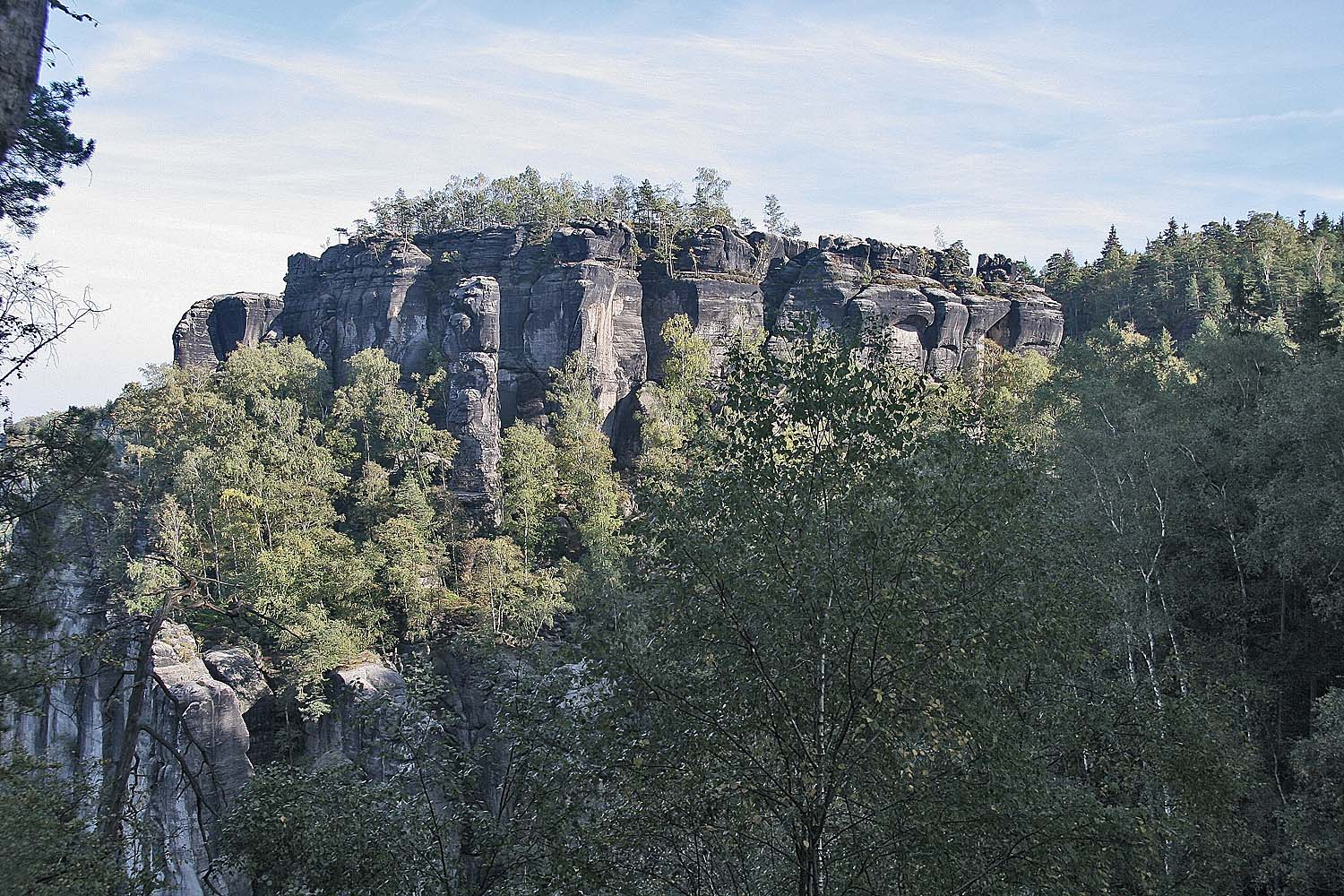
Frienstein

Die Affensteine sind eine langgestreckte, stark zerklüftete Felsgruppe des Elbsandsteingebirges, die sich östlich von Bad Schandau in der Sächsischen Schweiz befindet und in der Gemarkung Ostrau liegt. Im Norden werden sie durch das Kirnitzschtal, im Süden vom Elbtal, im Osten von den beiden Winterbergen und im Westen von den Schrammsteinen begrenzt.
Der höchste Punkt der Affensteine befindet sich mit 460 Meter Höhe auf dem Plateau des Langen Horn.

## Wandern

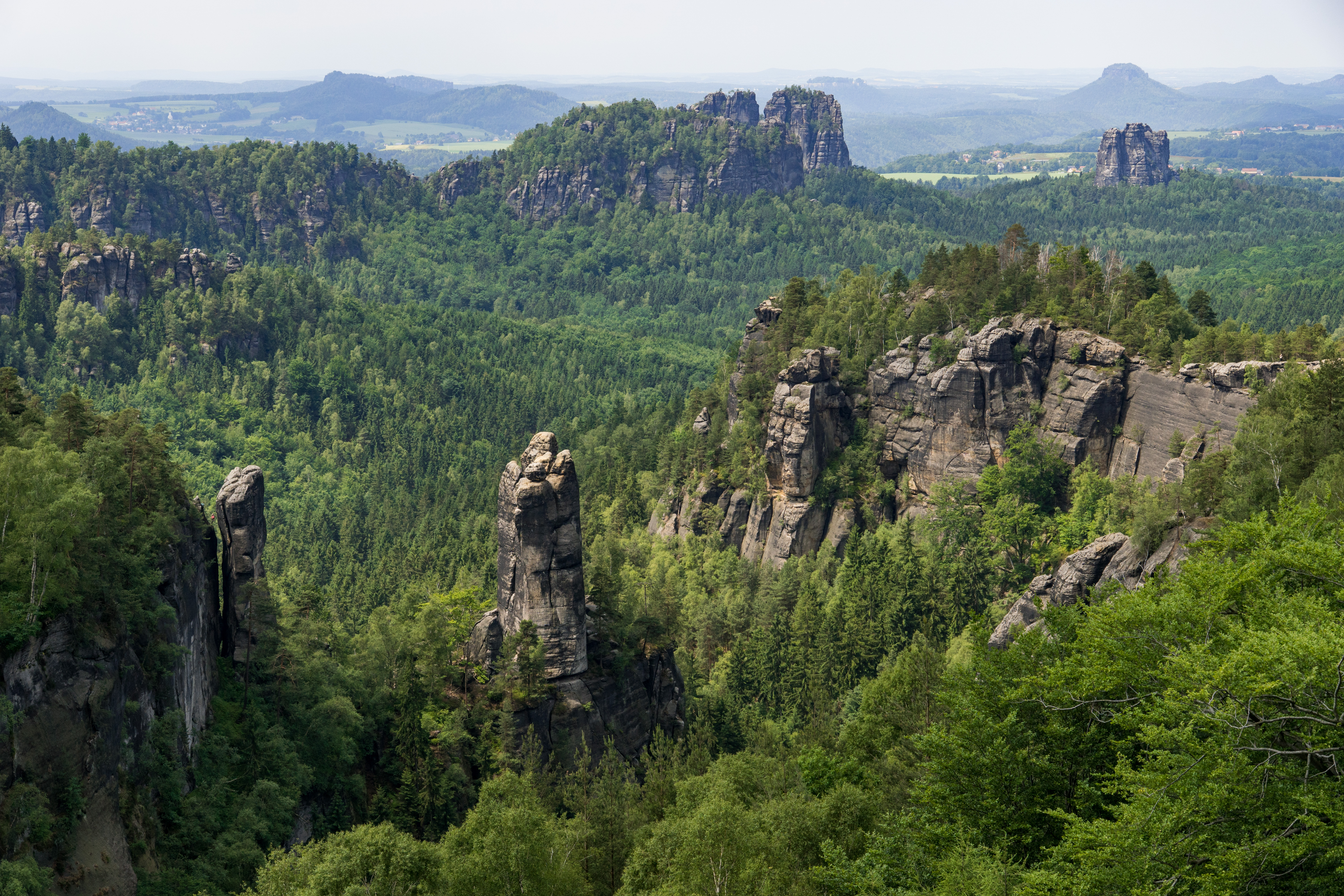
Blick vom Carolafelsen auf die Schrammsteine

Die Affensteine sind ein viel besuchtes Touristenziel. Einer der bekanntesten Punkte ist der 453 Meter hohe, nach Sachsens letzter Königin Carola von Wasa-Holstein-Gottorp benannte Carolafelsen.
Auf verschiedenen Ebenen verlaufen zahlreiche Wanderwege mit unterschiedlichsten Schwierigkeitsgraden. Auf der untersten Ebene verläuft einmal der untere Affensteinweg (grüner Punkt), der auch Abschnitt des Malerweges in seiner vierten Etappe ist. Der Weg ist mäßig steil und Teil des Radroutenwegenetzes. Des Weiteren verläuft auf der untersten Ebene der Königsweg (roter Strich) als schmaler aber ebenfalls nicht steiler Wanderweg. Über diesen hat man auch einen direkten Zugang zur Häntzschelstiege, einem Klettersteig nur für Geübte.
Über verschiedene Aufstiege, wie die Wilde Hölle, die Wolfsstiege oder die Häntzschelstiege gelangt man auf die mittlere Ebene, bestehend aus dem oberen Affensteinweg (grüner Strich) und der oberen Affensteinpromenade (Markierung des Bergpfades: grünes Dreieck auf grauem Grund). Die wilde Hölle ist eine abenteuerliche Stiege durch eine schmale Schlucht mit zahlreichen Eisenleitern und -griffen. Von dem oberen Affensteinweg hat man auch direkten Zugang zur Idagrotte.
Auf der obersten Ebene verläuft der Reitsteig (blauer Strich), ein breiter Forstweg, welcher die Schrammsteine mit dem großen Winterberg verbindet.
Zugänge auf die Affensteine gibt es sowohl vom Kirnitzschtal als auch von den Schrammsteinen und aus Richtung Schmilka.

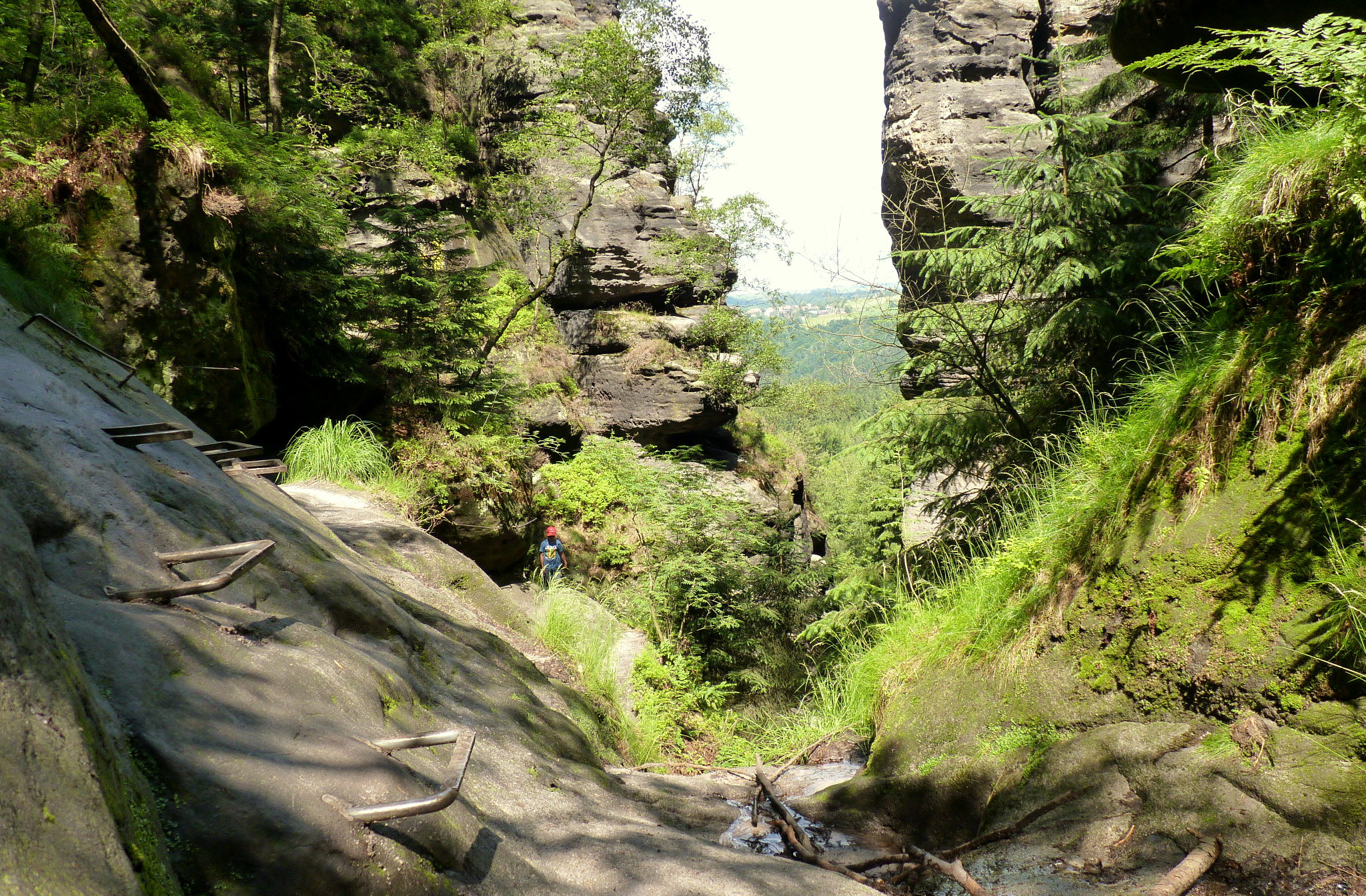
Wilde Hölle

Die Affensteine überraschen wegen ihrer gigantischen Vielfalt an Wegen und Vegetation.

## Klettern
Auch zum Klettern werden die Affensteine genutzt. Der großbankige und recht feste Sandstein hat zur Herausbildung vieler Klettergipfel geführt, an denen ein großer Teil der anspruchsvollen Kletterrouten des Klettergebiets Sächsische Schweiz zu finden ist. Die Gipfel sind verglichen mit anderen Teilgebieten der Sächsischen Schweiz relativ hoch. Zu den bedeutendsten Felstürmen des Teilgebiets zählen die sogenannten Nonnenfelsen mit Bloßstock, Kreuzturm und Morscher Zinne sowie weitere Gipfel wie Domwächter, Rohnspitze, Wilder Kopf, Rokokoturm, Frienstein, Hauptdrilling und die auffällige Brosinnadel.
Die klettersportliche Erschließung begann bereits 1873 mit der ersten sportlichen Ersteigung des Friensteins. Ab 1890 wurden dann fast alle großen Gipfel erstmals bestiegen. Ab etwa 1910 begannen die Kletterer mit der Erschließung immer schwierigerer Wege. 1918 wurde erstmals am Wilden Kopf mit der Westkante der heutige Schwierigkeitsgrad VIII der sächsischen Skala erreicht.
Während der Zeit des Nationalsozialismus nutzten im Widerstand aktive Rote Bergsteiger eine Höhle am Satanskopf im östlichen Teil der Affensteine als illegalen Treffpunkt und zur Vervielfältigung von Flugblättern. Die Aktivitäten beschränkten sich aber auf nur etwa acht Wochen. Auch nach 1945 gab es an den Gipfeln der Affensteine wichtige neue Kletterwege. 1958 wurde erstmals die markante, 90 Meter aufragende Nordwand des Bloßstocks durchstiegen. 1965 kletterte Fritz Eske mit der Königshangel am Frienstein erstmals einen Weg der Schwierigkeitsstufe IX. In den 1970er und 1980er Jahren kamen vor allem durch Bernd Arnold Wege in den obersten Schwierigkeitsgraden hinzu, wie etwa Wand der Abendröte (IXb) am Nonnengärtner oder Garten Eden (Xc) am Rokokoturm.
In den Affensteinen findet sich mit der Häntzschelstiege auch einer der beiden vollständig ausgebauten Klettersteige der Sächsischen Schweiz.

## Namensgebung
Zur Namensgebung der Affensteine sind zwei Varianten verbreitet. Nach einer Variante ist der Name auf die spektakuläre Flucht eines jungen Adligen zurückzuführen, der im Vorderen Raubschloss eingekerkert war. Der Legende nach besaß er einen zahmen Affen. Der Diener des Adligen band dem Affen ein Seil um den Körper und ließ ihn nachts den steilen Felsen erklimmen. Der junge Mann seilte sich ab und flüchtete nach Böhmen. Von dort aus verbreitete sich die Geschichte in die Sächsische Schweiz.
Die wahrscheinlichere Erklärung führt den Namen der Felsgruppe auf den Uhu zurück, der hier nistete. Das altdeutsche Wort für Uhu lautet Auf und die Bezeichnung Aufensteine verschliff sich im Laufe der Jahre zu Affensteine.